# Sadaf Foroughi
Sadaf Foroughi (en persa: صدف فروغی‎) (27 de julio de 1976 (48 años) en Teherán, Irán) es una cineasta iraní, artista de vídeo y editora de película. Tiene un bachelor grado en literatura francesa. Después de recibir el grado de maestro en estudios de película de la Universidad de Provence en Aix-en-Provence, Francia,  continuó sus estudios de PhD en filosofía del cine. También completó cursos de realización cinematográfica de la Academia de Cine de Nueva York. Sus películas y piezas de arte del vídeo han sido mostradas en festivales y locales diferentes alrededor del mundo.

## Filmografía

### Directora
- 2011 : La dernière scène (corto)
- 2009 : El Niño y la Cometa
- 2009 : Shoosh, Laboratorio-e Khat
- 2007 : Féminin, Masculin
- 2007 : para ser o no para ser...
- 2007 : Les Mains Ventas
- 2007 : Sara dar dah daghigh-eh

... aka Sara en 10 minutos (Internacionales: título inglés) 
- 2005 : Nun

... aka Pan (Internacional: título inglés)
- 2005 : Sencillo Comme Bonjour
- 2004: Une Impresión

... aka Una Impresión (Internacional: título inglés)

### Editora
- 2009 : El Niño y la Cometa (Coeditado con Kiarash Anvari)
- 2009 : Shoosh, Laboratorio-e Khat (Coeditado con Kiarash Anvari)
- 2007 : Féminin, Masculin
- 2007 : Les Mains Ventas
- 2007 : Sara dar dah daghigh-eh
- 2005: Nun
- 2005: Sencillo Comme Bonjour

### Productora
- 2009 : El Niño y la Cometa
- 2009 : Shoosh, Laboratorio-e Khat
- 2007 : Sara dar dah daghigh-eh
- 2006: Dúo (2006 película) (Coproductor)
- 2005 : Nun
- 2005 : Sencillo Comme Bonjour
- 2004 : Une Impresión

### Escritora
- 2011 : La dernière scène (corto)
- 2009 : El Niño y la Cometa (Historia)
- 2009 : Shoosh, Laboratorio-e Khat (Coescribió con Kiarash Anvari)
- 2007 : Féminin, Masculin
- 2007 : para ser o no para ser...
- 2007 : Les Mains Ventas
- 2007 : Sara dar dah daghigh-eh
- 2005 : Nun
- 2005 : Sencillo Comme Bonjour
- 2004 : Une Impresión

### Actriz
- 2004 : Una Expresión Abstracta